# Perfugas
Perfugas (sardisch Peifugas) ist eine Gemeinde in der italienischen Metropolitanstadt Sassari auf Sardinien mit 2243 Einwohnern (Stand 31. Dezember 2023).

## Sehenswürdigkeiten
Das Dorf ist überregional bekannt durch die Brunnenheiligtümer Predio Canopoli und Fonte Niedda und das Museo Archeologico e Paleobotanico.
Sehenswert ist die Pfarrkirche Santa Maria degli Angeli mit dem Retablo di San Giorgio, einem aus zahlreichen Bildern bestehenden Altaraufsatz aus dem 14. Jahrhundert, der seit 1995 nach langer Restaurierung wieder ausgestellt wird. Gegenüber der Kirche liegt das ebenfalls restaurierte nuraghische Brunnenheiligtum Predio Canopoli. Gut erhalten ist besonders die Treppe, die vom Vorraum mit Opferaltar und den Bänken zur Quelle hinunterführt.
Höhepunkt der Ausstellung des örtlichen Museums sind die 1979 im Schwemmland des Riu Altana entdeckten Feuerstein-Artefakte  aus der Altsteinzeit, die ein Alter von 500.000 bis 120.000 Jahren aufweisen. Es sind die ältesten Steinwerkzeuge auf Sardinien. Zuvor hatte man angenommen, dass Sardinien erst vor etwa 8000 Jahren besiedelt wurde. Relikte der Ozieri-Kultur, nuraghische, phönizische, punische und mittelalterliche Funde werden ebenfalls ausgestellt. Weiter findet man Fossilien aus dem „versteinerten Wald“ (foresta petrificada) bei Martis und von anderen Fundstellen in der Anglona, deren Entstehung 30–15 Millionen Jahre zurückreicht.
Zwei Kilometer nördlich liegt die kleine katalanische Landkirche San Giorgio und die Nuraghe Sas Ladai.

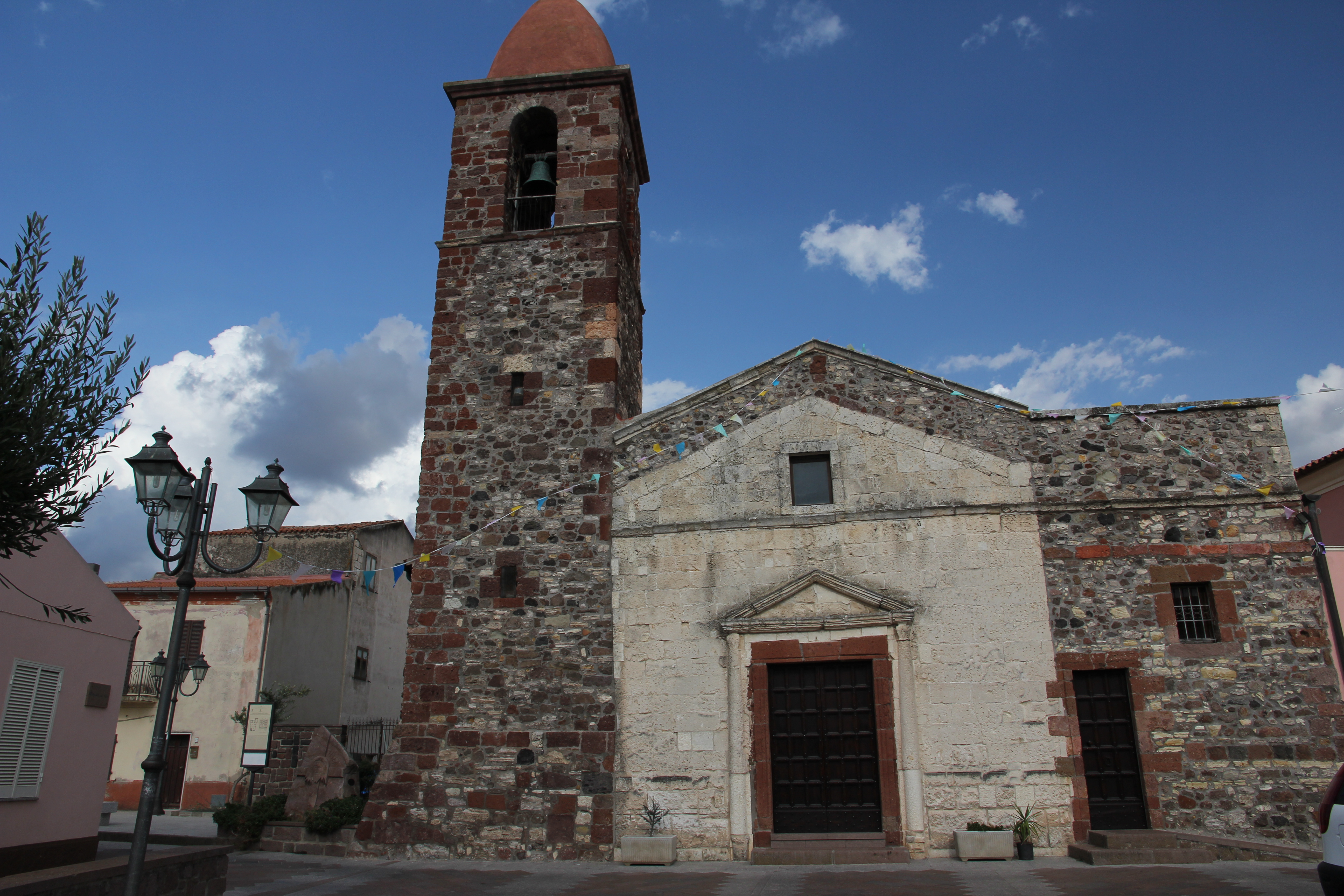
Chiesa di Santa Maria degli Angeli
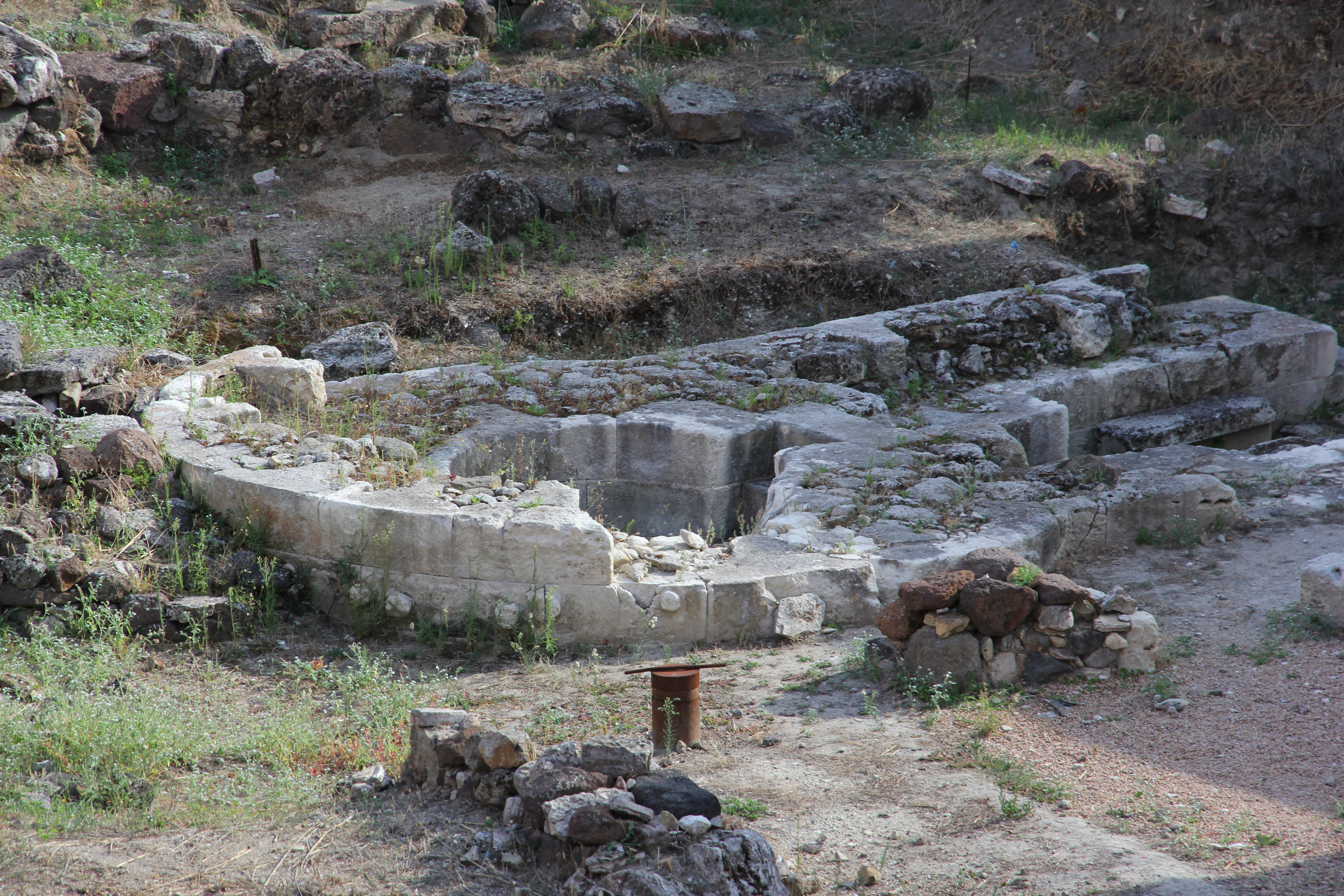
Predio Canopoli
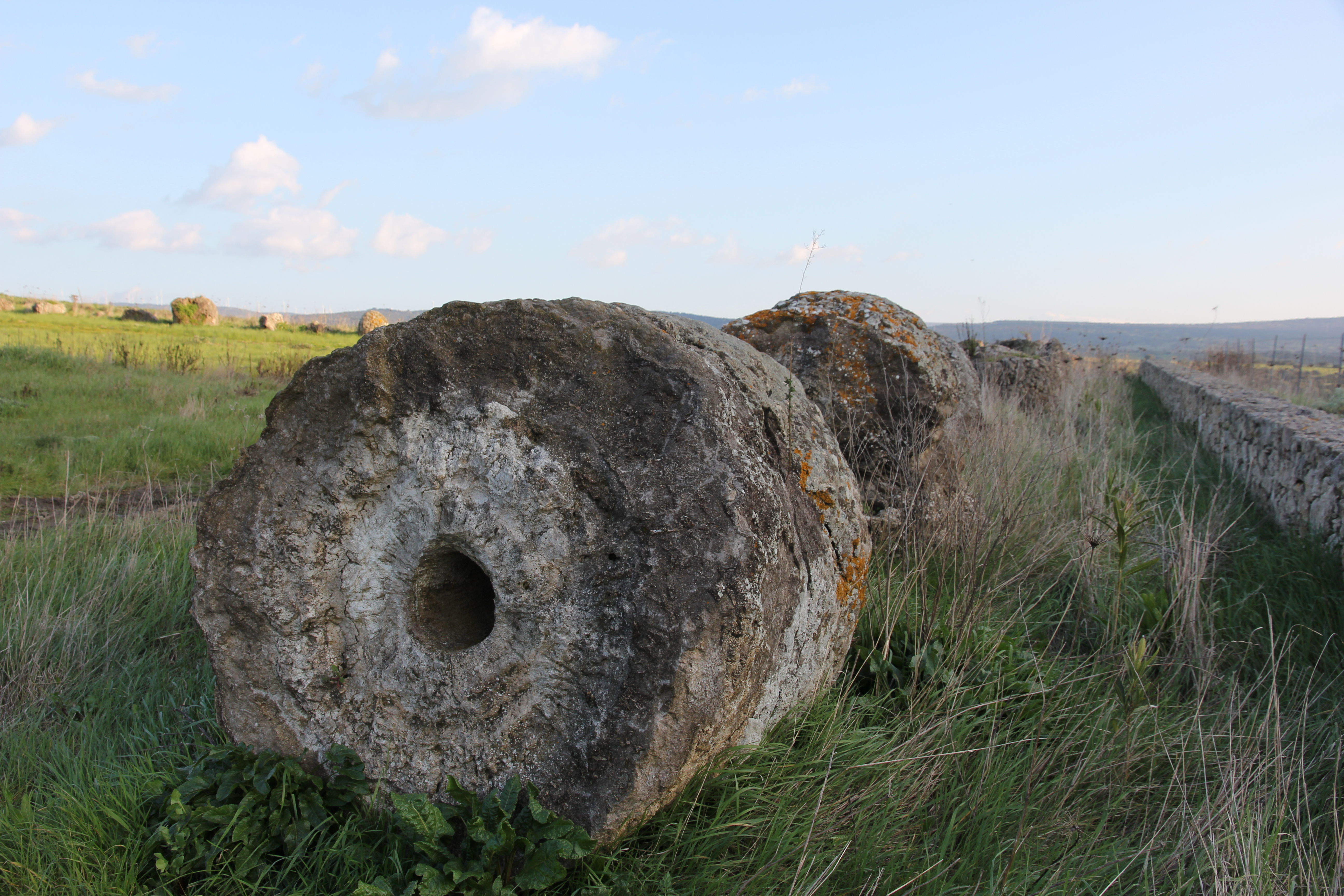
Versteinerter Wald
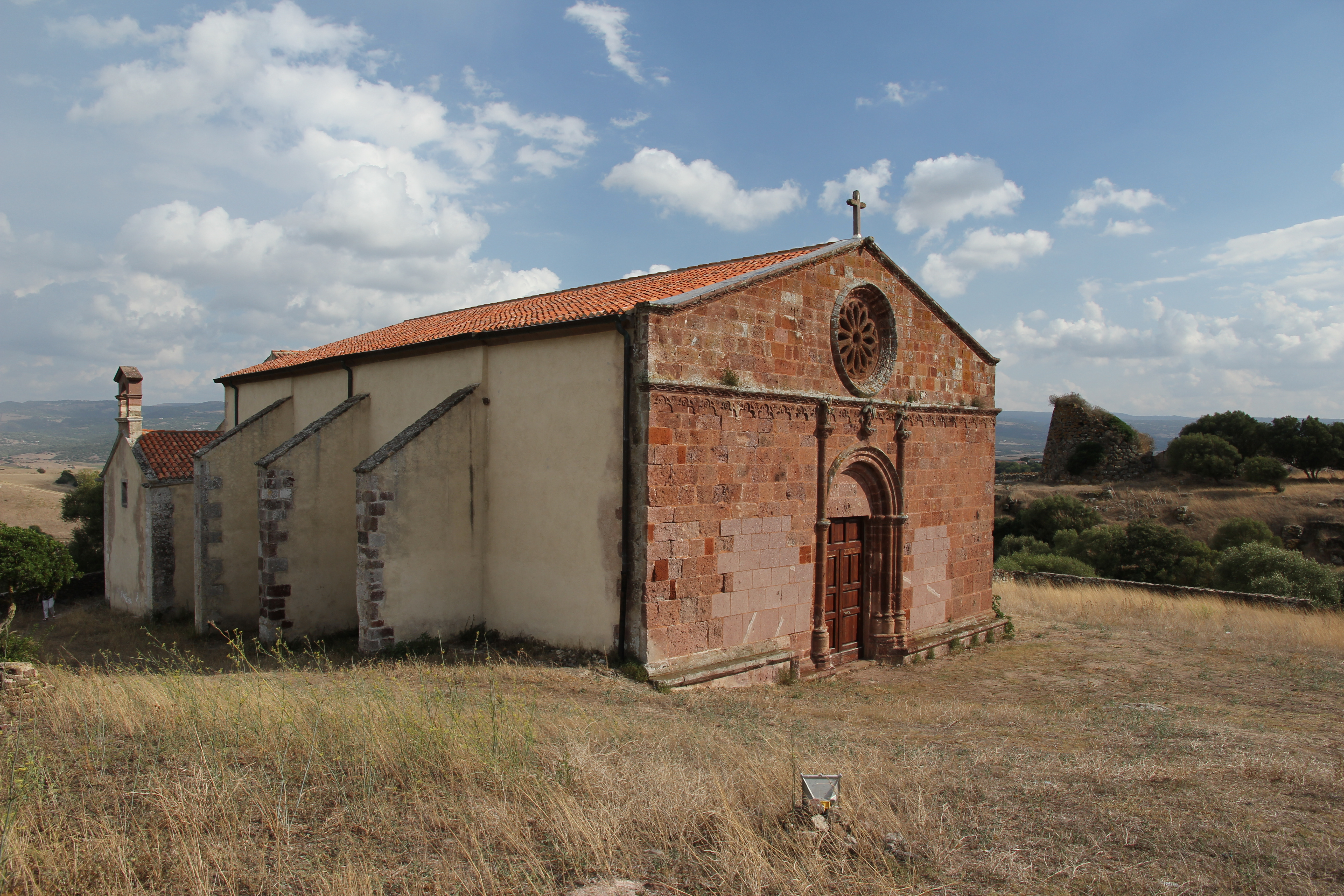
Chiesa di San Giorgio
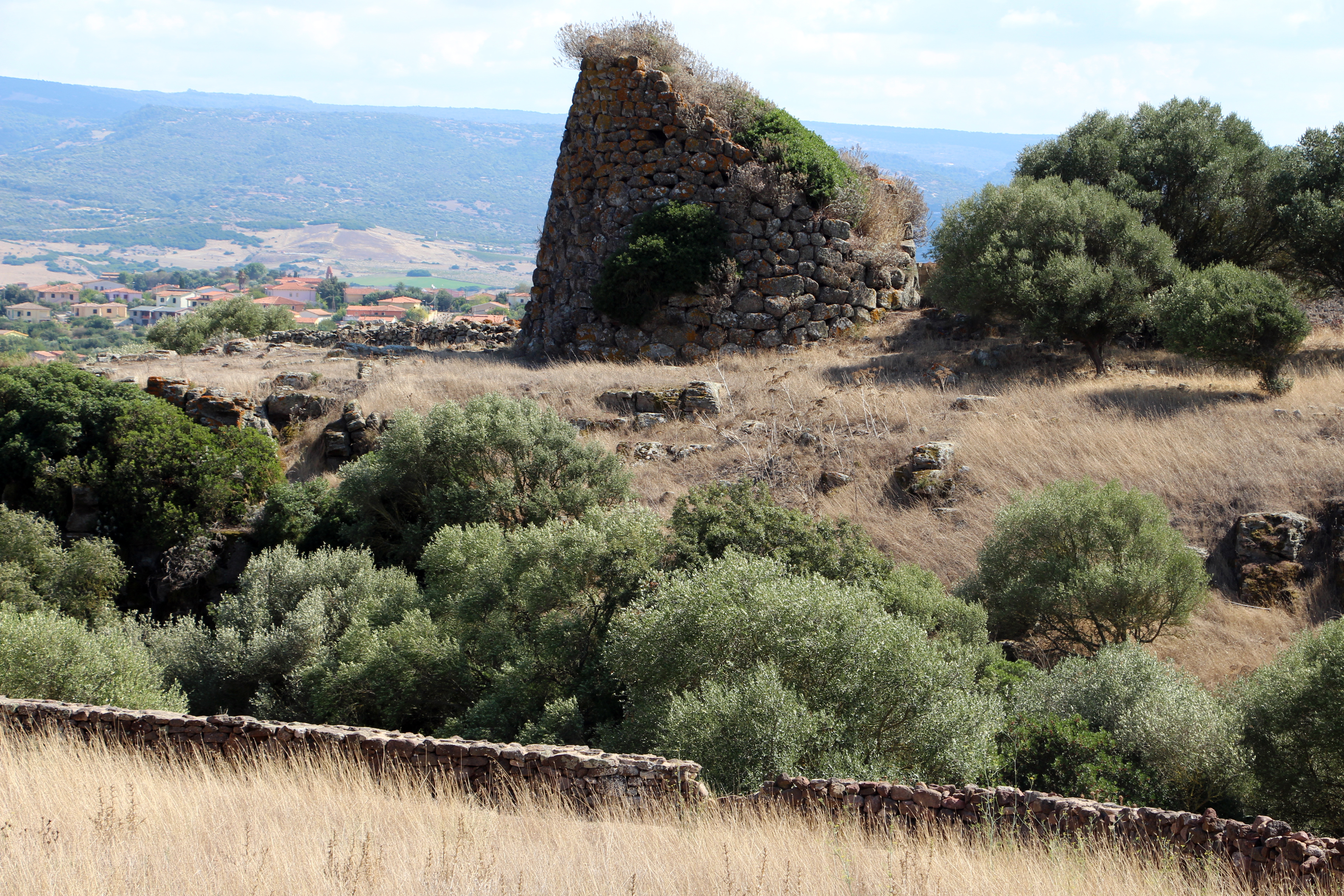
Nuraghe di San Giorgio

## Verkehr
Perfugas hat einen Haltepunkt an der Bahnstrecke Sassari–Palau. Die Station wird im Sommer regelmäßig von Zügen des „Trenino Verde“ bedient, die von Sassari nach Tempio Pausania fahren, dort hat man Anschluss an Züge nach Palau.